# 브레콘

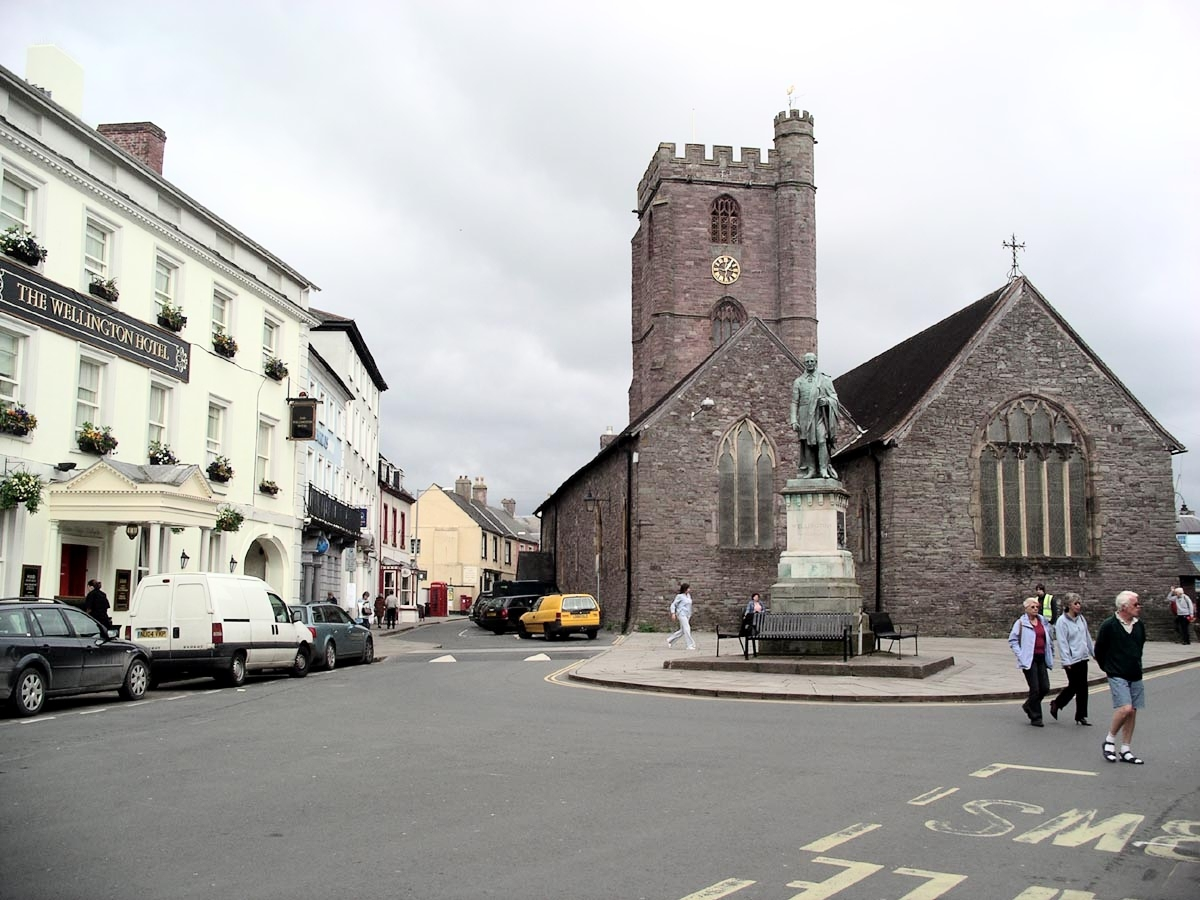
브레콘

브레콘(Brecon)은 웨일스 포이스의 도시로, 인구는 7,901명이다. 브레콘은 고대에는 "Brecknock"으로 알려져 있으며 웨일스 중부 포이스에 있는 시장 도시이다. 1841년에는 인구가 5,701명이었다. 2001년 인구는 7,901명이었고, 2011년 인구 조사에서는 8,250명으로 증가했다. 역사적으로 브렉녹셔의 카운티 도시였다. 비록 그 역할이 포이스 카운티(County of Powys)의 형성과 함께 사라졌지만 여전히 중요한 지역 중심지로 남아 있다. 브레콘은 뉴타운 (포이스)과 이스트라드긴라이스(Ystradgynlais)에 이어 포이스에서 세 번째로 큰 도시이다. 브레컨 비컨스 산맥 북쪽에 있지만 브레컨 비컨스 국립공원 바로 안에 있다.